# 44, Dublin Made Me

Bìa của cuốn sách

44, Dublin Made Me là một cuốn tiểu thuyết tự truyện của tác giả người Ireland Peter Sheridan. Cuốn sách do Viking ở New York và Macmillan ở London xuất bản vào năm 1999. Tựa của bản phát hành ở Anh là 44: a Dublin memoir. Cuốn sách gợi lại một thập kỷ trong cuộc đời của Peter Sheridan - những năm sáu mươi - thời thơ ấu và tuổi trẻ đã khiến ông trở thành người đàn ông như ngày nay. Tác giả chọn số 44 cho tên sách của mình vì ông đã sống ở 44 Seville Place. Theo WorldCat, cuốn sách được lưu giữ tại 529 thư viện. Cuốn sách đã được đánh giá trên Publishers Weekly, The New York Times, và Irish Independent, và một số ấn phẩm khác. Cuốn sách cũng được đề cử cho giải thưởng văn học của Thời báo Ireland năm 1999 cho tác phẩm phi hư cấu hay nhất.